# Hans Sennewald

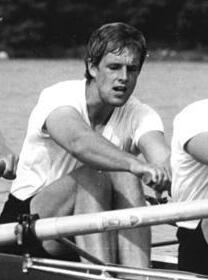
Hans Sennewald (1982)

Hans Sennewald (* 12. September 1961 in Heckelberg) ist ein ehemaliger Ruderer aus der DDR. Bei seiner einzigen Olympiateilnahme gewann er 1992 Bronze in der gesamtdeutschen Mannschaft und wurde dafür am 23. Juni 1993 mit dem Silbernen Lorbeerblatt ausgezeichnet.
Der Ruderer vom ASK Vorwärts Rostock gewann 1982 bei seiner ersten Weltmeisterschaftsteilnahme auf Anhieb Gold im Vierer mit Steuermann. Bei der Weltmeisterschaft 1985 gewannen Thomas Greiner und Sennewald aus dem Gold-Vierer von 1982 zusammen mit Thomas Bänsch und Olaf Förster Bronze im Vierer ohne Steuermann. 1986 wechselte Sennewald in den DDR-Achter, mit dem er dann 1987 Silber bei der Weltmeisterschaft gewann. 1988 zog die Sportführung der DDR den Herren-Achter nach den Weltcup-Rennen zurück und ließ ihn nicht bei den Olympischen Spielen antreten. 1989 gewann das Boot erneut Silber bei der Weltmeisterschaft, 1990 Bronze, Gold gewann 1989 und 1990 jeweils der Deutschland-Achter aus der Bundesrepublik Deutschland.
Nach der Wende gründete sich Sennewalds Ruderklub als Olympischer Ruderklub Rostock neu. 1991 gewann der Deutschland-Achter erneut Gold bei der Weltmeisterschaft, im Boot saßen ausschließlich Ruderer aus dem Westen. 1992 berief der Bundestrainer mit Detlef Kirchhoff und Hans Sennewald zwei Ruderer aus dem Osten in den Deutschland-Achter. Bei den Olympischen Spielen 1992 in Barcelona gewann das Boot die Bronzemedaille. 1993 bildeten Kirchhoff und Sennewald einen Zweier ohne Steuermann und gewannen bei der Weltmeisterschaft Silber hinter Matthew Pinsent und Steven Redgrave.
Hans Sennewald studierte Betriebswirtschaft und ist heute Steuerberater. Ehrenamtlich ist er Präsident des Ruderverbandes von Mecklenburg-Vorpommern. Seine Tochter Ulrike Sennewald gehörte zum deutschen Olympiaaufgebot 2012.